# Johannes Elias Teijsmann
Johannes Elias Teijsmann (ou Teysmann) est un botaniste néerlandais, né le 1er juin 1808 à Arnhem et mort le 22 juin 1882 à Buitenzorg.

## Biographie
Il devient conservateur du Jardin botanique de Bogor en 1830 et consacre le reste de sa vie au développement du jardin. En 1837, Justus Carl Hasskarl qui devient son assistant le convainc de réorganiser les cultures en fonction des familles taxinomiques, ce qui se traduit par le déplacement de nombreux spécimens. Seuls quelques arbres trop grands restent à leur place.
Teijsmann, par ses voyages et ses achats, introduit près de deux mille espèces dans le jardin dont Delonix regia, Manihot esculenta et Elaeis guineensis. Il publie le second catalogue du jardin. Le premier, signé par Carl Ludwig Blume (1789-1862), décrivait 914 espèces, le second en répertorie 2 800.
Sous sa direction, le jardin joue un grand rôle dans l’introduction de la culture du Cinchona qui permet la production de quinine.

## Hommages
Plusieurs taxons lui sont dédiés, comme Teijsmanniodendron, Teysmannia , Begonia teysmanniana, Vatica teysmanniana ou encore Shorea teysmanniana.
Le genre Teysmannia , depuis le travail de Harold Emery Moore , est plus précisément appelé Johannesteijsmannia .